# Gare de Ålen
La gare de Ålen est une halte ferroviaire de la ligne de Røros située sur la commune de Holtålen dans le comté du Trøndelag.